# HMS Uganda (66)
HMS Uganda var en lätt kryssare av Fiji-klass som sjösattes 1941. Hon tjänstgjorde i Royal Navy under 1943 och 1944, bland annat i Medelhavet, och överfördes till Royal Canadian Navy som HMCS Uganda i oktober 1944. Hon tjänstgjorde i Stilla havet 1945 och lades i reserv 1947. När hon återaktiverades för Koreakriget 1952 döptes hon om till HMCS Quebec. Hon togs ur bruk för sista gången 1956 och skrotades i Japan 1961.

## Konstruktion och tjänstgöring
HMS Uganda var ett fartyg i Ceylon-underklassen (den andra gruppen av tre fartyg som byggdes 1939) av Fiji-klassens kryssare och byggdes av Vickers-Armstrong på deras Walker-varv. Hon sjösattes den 7 augusti 1941 och togs i bruk den 3 januari 1943.

### Hemmavatten
I mars 1943, efter utbildning i Scapa Flow, seglade Uganda som eskort för att skydda en konvoj till Sierra Leone från de tyska jagarna i Narvik-klassen som opererade från Biscayabukten. Efter två sådana uppdrag skickades hon som eskort för oceanfartyget RMS Queen Mary som förde Winston Churchill och hans stab till Washington D.C. Resan skedde i 30 knop (56 km/h) och fartyget seglade in på flottbasen Argentia i Newfoundland med låg bränslenivå. När Uganda återvände seglade hon till Plymouth för en ombyggnad.

### Medelhavet
Efter avslutad ombyggnad skickades hon till Medelhavet för att eskortera en av krigets största konvojer på väg till Sicilien. I juli anslöt sig fartyget till Medelhavsflottans 15:e kryssarskvadron. Uganda ingick i eldunderstödsstyrkan för Operation Husky, invasionen av Sicilien, den 10 juli 1943. Uganda seglade från Alexandria tillsammans med tre kryssare och sex jagare. Uganda var en del av stödstyrkan East under landstigningen. Inom det brittiska brohuvudet stödde Uganda tillsammans med kryssarna Orion och Mauritius och monitorn Erebus den brittiska åttonde armén. Den 10 augusti, återigen till stöd för åttonde armén, besköt Uganda och den nederländska kanonbåten Flores positioner norr om Reposto. Den 12 augusti besköt Uganda, monitorn Roberts och de nederländska kanonbåtarna Scarab och Soemba Siciliens östkust.
När Operation Avalanche inleddes den 9 september 1943 ingick hon i flottans bombardemang för att understödja invasionen av Italien vid Salerno. Som en del av Operation Avalanche ingick Uganda i den nordliga styrkan, som landsatte brittiska X Corps. Kryssaren ingick i understöds- och eskortgruppen för styrkan. Landstigningen var framgångsrik, men tyskarna gick till motattack och skapade en allvarlig situation för brohuvudet. Uganda var ett av de fartyg som tvingades ligga nära land för att ge direkt stöd med kanoneld. Flottan utsattes sedan för luftangrepp med hjälp av radiostyrda Fritz X-bomber samt Hs 293-glidbomber.  Klockan 14:40 den 13 september 1943, när fartyget befann sig utanför Salerno, träffades hon av en ny tysk radiostyrd 1,4-tons Fritz X-precisionsbomb som släpptes av ett bombflygplan. Bomben trängde igenom sju däck och kölen och exploderade precis under fartyget. Chocken från detonation släckte alla hennes pannor och resulterade i att sexton män dödades och att Uganda tog in 1 300 ton vatten. Skadekontrollen under löjtnant Leslie Reed lyckades få fartyget i rörelse med endast en fungerande motor. Hon bogserades till Malta av bogserbåten USS Narragansett där tillfälliga reparationer utfördes.
Eftersom det inte fanns någon torrdocka i den europeiska krigsskådeplatsen som kunde ta hand om reparationerna skickades Uganda till det amerikanska varvet i Charleston, South Carolina. Det svårt skadade fartyget, med endast en av de fyra propellrarna fungerade, fortsatte över Atlanten till Charleston och anlände den 27 november 1943. Under reparationerna fick Uganda sina två hangarer avsedda för att husera Supermarine Walrus spaningsflygplan borttagna. Dessa hangarer byggdes om till rum för radio- och radarutrustning samt bekvämligheter för besättningen.

### Överföring till Kanada

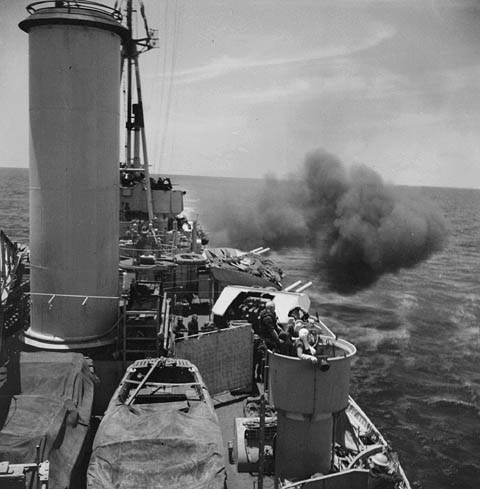
HMCS Uganda beskjuter mål omkring Sukuma Airfield på Miyako-jima i maj 1945

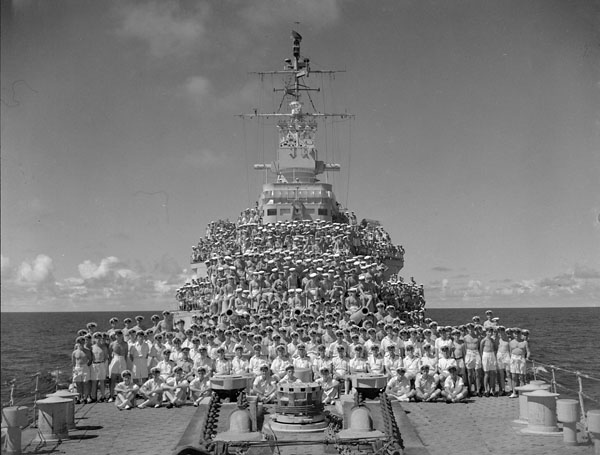
HMCS Ugandas besättning i augusti 1945.

Under reparationen förhandlade den kanadensiska regeringen med Storbritannien om att överlämna Uganda till den kungliga kanadensiska flottan (RCN). Den officiella överlämningen ägde rum på Trafalgar Day den 21 oktober 1944 i Charleston och hon döptes om till HMCS Uganda, av respekt för den brittiska kolonin. Den första besättningen på Uganda kom från alla provinser i Kanada samt dominionen Newfoundland. Åttiosju procent var reservister (RCNVR och RCNR) medan resten var ordinarie medlemmar av den ordinarie flottan.
Ugandas första uppdrag kom strax efter att hon återigen hade tagits i tjänst. Hon fick i uppdrag att ansluta sig till den brittiska Stillahavsflottans operationsområde söder om Sakishimaöarna. Hon placerades i 4:e kryssarskvadronen och besättningen tillbringade resten av månaden med att utrusta fartyget. Förhållandena för besättningen var svåra eftersom fartyget inte hade modifierats för tropiska förhållanden, vilket skulle ha gett bättre luftcirkulation i hela fartyget och större färskvattenkapacitet. Uganda lämnade Halifax, Nova Scotia, den 31 oktober 1944 och seglade via Storbritannien där kryssaren efter sin ombyggnad i Charleston genomgick ytterligare modifieringar. Hon lämnade Storbritannien i januari 1945 och seglade till Stilla havet med stopp i Gibraltar, Alexandria, Egypten, Suezkanalen och vidare via Aden och Colombo, Ceylon, till flottbasen i Fremantle, Australien, dit hon anlände den 4 mars 1945.
Som flaggskepp för RCN tjänstgjorde Uganda i Stillahavskriget med den brittiska Stillahavsflottan och anslöt sig till den i Sydney, Australien, i februari 1945. Hon tilldelades Insatsstyrka 57, brittiska Stillahavsflottan, eftersom hennes radarsystem var bland de bästa i flottan, tack vare hennes ombyggnad i Charleston 1944. Den 10 april 1945 ställdes anfallet mot Sakishimaöarna in och styrkan beordrades att attackera Formosa i stället. Mellan den 11 och 13 april 1945 attackerade Uganda, som en del av Insatsstyrka 57 i Stilla havet, flygfält och installationer på norra Formosa, innan hon omdirigerades tillbaka till Sakishimaöarna. Kryssaren deltog i bombardemanget av de japanska flygbaserna på öarna mellan den 15-20 april innan flottan fick i uppdrag att ta sig till Leytebukten. Under sin tid med Insatsstyrka 57 utsattes Uganda för kamikazeattacker.
Vid Leyte anslöt hon sig till USA:s tredje flotta 300 nautiska mil (560 km) öster om Japan och blev det enda krigsfartyg från den kanadensiska flottan som stred i Stilla havet mot den kejserliga japanska flottan. I maj 1945 seglade Styrka 57 från Leyte för att attackera Sakishimaöarna under nästan hela månaden. Styrkan utsattes för kamikazeattacker, vilket tvingade två av hangarfartygen att retirera och skadade ett annat.
Den 4 april 1945 ändrade den kanadensiska regeringen bemanningspolicyn för alla fartyg som skulle skickas till Stilla havet. Alla som var på väg till Stilla havet skulle behöva återigen anmäla sig som frivilliga. Vid ny frivilliganmälan skulle soldaten vara berättigad till 30 dagars ledighet i Kanada före utplaceringen. Kontroversiellt nog tillämpades denna policyändring på dem som redan var där och Ugandas RCN-besättning tillfrågades av den kanadensiska regeringen den 7 maj 1945 om huruvida de skulle anmäla sig frivilligt för ytterligare tjänstgöring i Stillahavskriget. Ett utbrett missnöje hade vuxit bland besättningen på grund av dåliga levnadsförhållanden vilket resultatet i att 605 av besättningen på 907 personer vägrade att ställa upp som frivilliga.
Omröstningen den 7 maj hölls ombord på Uganda och 605 besättningsmän av 907 vägrade att ställa upp frivilligt för fortsatta operationer mot Japan. Det brittiska amiralitetet blev rasande och sade att man inte kunde ersätta fartyget förrän tidigast den 27 juli. Kryssaren fortsatte dock sin insats i Stilla havet under juni och juli medan marinstaben sökte en lösning på problemet. Den kanadensiska flottan erbjöd sig att ersätta Uganda med HMCS Prince Robert, en luftvärnskryssare som höll på att rustas upp i Vancouver.
Uganda deltog i Operation Inmate, en hangarfartygsattack mot japanska installationer på Truk. Kryssaren seglade den 12 juni från ön Manus och var bland de fartyg som skulle beskjuta ön Dublon. Styrkan återvände till Manus den 17 juni. I juli seglade Uganda, som nu var en del av Insatsstyrka 37, för att ansluta sig till amerikanerna som utförde hangarfartygsattacker mot Tokyo-området och anlände den 16 juli. Den 27 juli avlöstes Uganda av HMS Argonaut.
HMCS Uganda hade avskilts från den amerikanska tredje flottan den 27 juli när Argonaut anlände. Uganda fortsatte till Eniwetok och sedan till Pearl Harbor för att bunkra innan det fortsatte till Esquimalt. På väg till Pearl Harbor drabbades en panna av en kollaps som i vilket fall som helst skulle ha lett till att fartyget dragits tillbaka från aktiv strid. Uganda haltade in i Pearl Harbor den 4 augusti men välkomnades inte på grund av missnöjet med att besättningen "lämnade" kriget. Uganda lämnade hamnen efter att ha bunkrat och fortsatte mot Esquimalt. På väg till Kanada hörde besättningen nyheter om att atombomberna släppts över Japan. De anlände till Esquimalt den 10 augusti, samma dag som Japan meddelade att man accepterade kapitulationen.
HMCS Uganda stannade kvar på Stillahavskusten efter kriget och tjänstgjorde som utbildningsfartyg. Kryssaren togs ur tjänst den 1 augusti 1947 och övergick till RCN:s reserv.

### Återaktivering

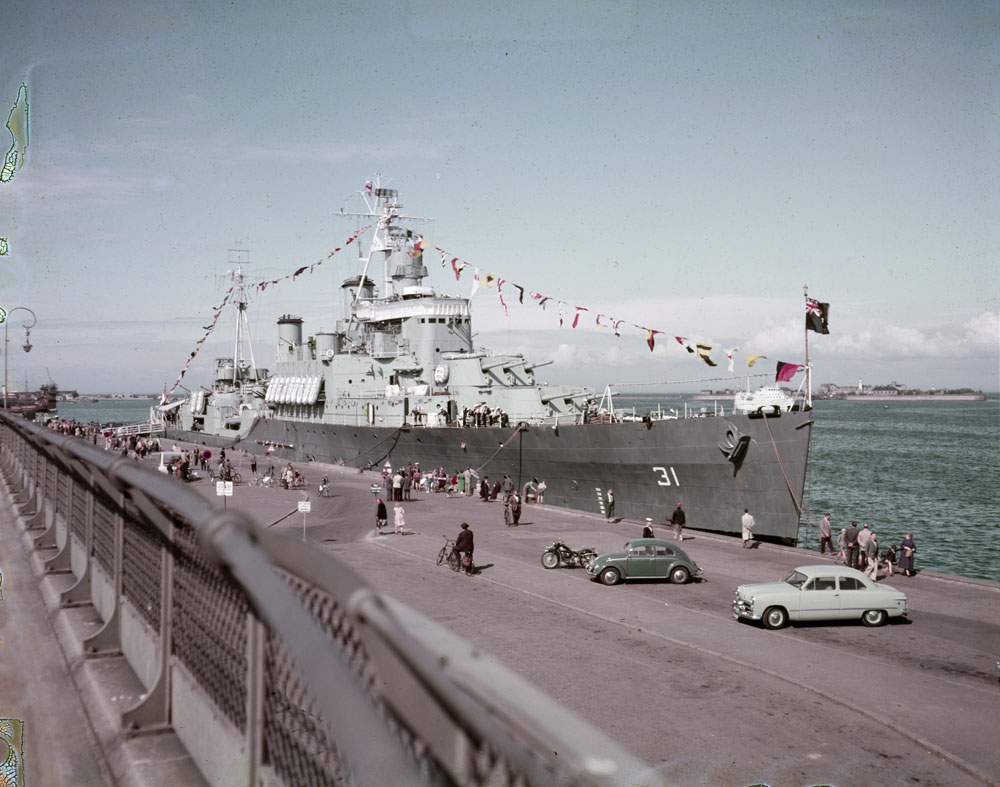
HMCS Quebec i Köpenhamn 1954

Kanadas inträde i Koreakriget och engagemanget av kanadensiska armén, Royal Canadian Air Force och Royal Canadian Navy-enheter i British Commonwealth Forces Korea gjorde det nödvändigt att återaktivera HMCS Uganda. Med början i augusti 1951 rustades och moderniserades kryssaren i Esquimalt. Fartyget togs åter i bruk den 14 januari 1952 som HMCS Quebec (C31) och flyttades omedelbart från Esquimalt till sin nya bas i Halifax för att ersätta enheter som hade skickats till Korea. Den 14 juni 1952 besökte Quebec för första gången sin namngivna provins under ett hamnbesök i Sorel. Mellan 13 och 25 september deltog Quebec och hangarfartyget Magnificent i Natos stora flottövning Mainbrace i nordeuropeiska vatten.
I februari 1953 seglade Quebec tillsammans med Portage och Huron till Bermuda för att träna med den brittiska ubåten Andrew. Den 15 juni 1953 var HMCS Quebec konteramiral Bidwells flaggskepp och ledde RCN-fartygen till Spithead för kröningen av drottning Elizabeth II. Royal Canadian Navy-gruppen bestod av ett hangarfartyg, två kryssare, en jagare och två fregatter. I oktober 1954 seglade Quebec på en sju veckor lång utbildningskryssning till Karibiska havet och Sydamerika och gjorde flera hamnbesök. När Quebec återvände i mitten av april 1955 blev hon det första kanadensiska örlogsfartyget att segla runt Afrika. Som en del av en omorganisation inom flottan efter Koreakriget togs HMCS Quebec ur tjänst den 13 juni 1956 och placerades i reserv i Sydney, Nova Scotia. Fartyget såldes 1960 med det delvis nedmonterade Ontario till Mitsui and Co. i Japan för skrotning.